# Trematodon hookeri
Trematodon hookeri är en bladmossart som beskrevs av C. Müller 1864. Trematodon hookeri ingår i släktet tranmossor, och familjen Bruchiaceae. Inga underarter finns listade i Catalogue of Life.